# Péligre
Péligre is een stuwmeer van 4800 hectare in het Haïtiaanse departement Centre. Het meer is ontstaan na de bouw van de Péligrestuwdam in de Artibonite tussen 1956 en 1959. Dit is de grootste stuwdam van het Caraïbisch gebied. Tegen de bouw van deze dam is veel protest geweest.
Eerst was het stuwmeer bedoeld voor irrigatie. Van 1969 tot 1970 is het meer echter drooggelegd om een waterkrachtcentrale te bouwen. Deze begon te functioneren in 1971. De elektriciteitsproductie is echter wisselvallig, door de sterk variërende watertoevoer van de Artibonite. Na de bouw van deze centrale is het meer opnieuw gevuld. Daarna zijn er karpers en vissen van de soort Tilapia mossambica uitgezet.